# Calamidade

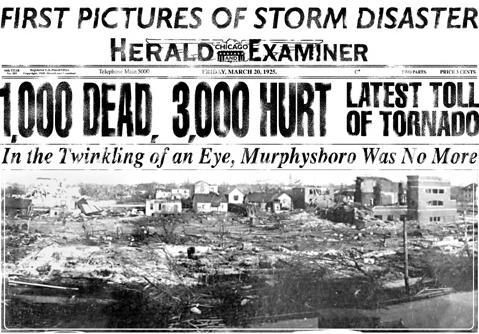
Notícia de uma catástrofe: Tornado dos Três Estados, EUA, 1925

Calamidade (do latim calamitate) ou catástrofe significa desgraça pública, flagelo.
Podemos definir como estado de calamidade pública uma situação anormal, provocada por desastres, causando danos e prejuízos que impliquem o comprometimento substancial da capacidade de resposta do poder público do ente atingido.
Uma calamidade pode ter origem em fenômenos naturais. Quando ocorrem grandes desgraças, infelicidades e infortúnios nas comunidades se utiliza o termo calamidade pública.
Os governos nacionais nestes casos atualmente possuem mecanismos para salvaguardar as populações atingidas. Estes são chamados normalmente de defesa civil, que é executada por voluntários e profissionais voltados a auxiliar os atingidos pela calamidade.
Embora estes acontecimentos sejam bastante marcantes é possível controlá-los através de métodos de prevenção catastrofiais.